# Dino Radončić
Dino Radončić (in montenegrino Дино Радончић; Gießen, 8 gennaio 1999) è un cestista montenegrino di formazione spagnola.

## Carriera
Con il Montenegro ha disputato i Campionati mondiali del 2019 e due edizioni dei Campionati europei (2017, 2022).

## Palmarès
- Eurolega: 1

Real Madrid: 2017-2018
- Campionato spagnolo: 2

Real Madrid: 2015-2016, 2017-2018
- Campionato tedesco: 1

Bayern Monaco: 2023-2024
- Coppa di Germania: 1

Bayern Monaco: 2023-2024